# 馬克·川柏
馬克·川柏（英語：Mark Daniel Trumbo，1986年1月16日—）出生於加利福尼亞州的安納罕，現為美國職棒大聯盟巴爾的摩金鶯隊的野手，可守內野及外野。他和Mike Trout一起被稱為TT男孩（T&T boys）。

## 職業生涯
川柏最早成為棒球選手是在就讀維拉公園高中（Villa Park High School）的時候。
2004年的大聯盟選秀會中，川柏於第18輪第533名被洛杉磯安那罕天使所選中。職業生涯第一次登上大聯盟是在2010年9月3日，初次正式上場比賽是在9月11日的時候，當時是接替麥克·拿坡里擔任一壘的守備工作。
2011年，由於球隊的一壘手坎崔·摩拉里斯因在2010年的比賽擊出再見滿貫全壘打而受傷整季報銷的關係，他成為今年球季球隊的先發一壘手。4月12日在主場迎戰克里夫蘭印地安人的比賽中，他從印地安人的先發投手羅貝托·賀南德茲手中擊出生涯的第1發全壘打。今年他總計繳出0.254打擊率、29發全壘打和87分打點的成績，讓人見識到川柏是有長打的能力。而雖然有此好表現，不過在美國職棒大聯盟年度最佳新人獎的排名他獲得第二名，無緣拿下第一名獎座（第一名是坦帕灣光芒的傑瑞米·海利克森）。
2012年球季，由於球隊在2011年12月8日和亞伯特·普荷斯簽下合約的關係，一壘位置要讓普荷斯防守，因此川柏必須和Alberto Callaspo輪流防守三壘，之後就改守外野的守備位置，輪流守右外野和左外野，原本的外野手Vernon Wells則擔任指定打擊。6月10日在主場對科羅拉多落磯的比賽中，他單場比賽擊出2發3分全壘打，總計獲得6分打點，這也是他單場比賽生涯最高的打點。7月9日他參加2012年全壘打大賽，他在第一輪跟第二輪所擊出的全壘打數跟荷西·鮑帝斯塔一樣，而進入加賽，結果由鮑帝斯塔勝出。
2015年6月3日與Vidal Nuno被交易到西雅圖水手隊，響尾蛇換得Welington Castillo、Dominic Leone、Gabby Guerrero以及Jack Reinheim er。
同年12月1日與左投C.J.Riefenhauser被交易至巴爾的摩金鶯隊，水手隊換來捕手Steve Clevenger，兩球隊已正式宣布交易。

## 外部連結
- 球員資訊和成績在MLB，ESPN，Baseball-Reference，The Baseball Cube，Baseball-Reference (Minors)（英文）